# Ammersattel
De Ammersattel is een 1082 meter hoge bergpas in de Alpen, op de grens tussen de Duitse deelstaat Beieren en de Oostenrijkse deelstaat Tirol. De bergpas ligt in de Ammergauer Alpen tussen het Duitse Ettal bij Oberammergau (in het district Garmisch-Partenkirchen) en het Oostenrijkse Reutte in het gelijknamige district.
De pashoogte bevindt zich tussen de bergtoppen Ammergauer Hochplatte (2082 m) in het noordwesten, de Scheinbergspitz (1926 m) in het noorden, de Kreuzspitze (2185 m) in het zuidoosten en de Geierköpfen (2161 m) in het zuidwesten. De drie eerstgenoemde bergtoppen liggen allen op Duits grondgebied.
De pasweg, die een maximale stijging van 12% kent, heeft een totale lengte van 35 kilometer. De bochtenarme straat, die op de pashoogte iets bochtenrijker is, voert vanuit het noordoosten door het Graswangtal langs de Linder, de bovenloop van de Amper, voorbij aan het slot Linderhof bij Ettal-Linderhof en via Ettal-Graswang naar de maximale pashoogte. Vanaf de Oostenrijkse zijde voert de weg over Reutte Am Plansee door het dal van de Plansee over de Planseestraße (L255) naar Reutte.
Arlberg · Bielerhöhe · Brenner · Fern · Flexen · Gerlos · Großglockner · Hahntennjoch · Katschberg · Kühtai · Pfitscherjoch · Plöcken · Radstädter Tauern · Reschen · Seefeld · Sölk · Staller Sattel · Timmelsjoch · Triebener Tauern · Turracherhöhe · Zeinis